# Ватрикан, Тьерри
Тьерри Ватрикан (фр. Thierry Vatrican, 19 августа 1975) — монегасский дзюдоист, участник и знаменосец на летних Олимпийских играх 1996 и 2000 годов.

## Карьера
На играх 1996 года в Атланте Ватрикан выступал в категории до 78 кг и смог одержать победу в первом раунде над казахстанцем Русланом Сейлхановым, но в следующем поединке уступил бразильцу Флавиу Канту, завершив выступление во втором раунде. На сиднейской Олимпиаде 2000 года в категории до 81 кг он уступил в предварительном раунде португальцу Нуну Делгаду, таким образом не попав даже в основную сетку, а позже проиграл и утешительный бой.
Неоднократно становился призёром игр малых государств Европы. Также Ватрикан был футболистом, выступал на позиции вратаря за монакский клуб «Сан Казино» и непризнанную УЕФА сборную Монако.